# Sidney Franklin
Sidney Franklin (* 21. März 1893 in San Francisco; † 18. Mai 1972 in Santa Monica) war ein US-amerikanischer Regisseur und Filmproduzent.

## Leben und Karriere
Sidney Franklin war einer der profiliertesten Regisseure und Produzenten. Sein Interesse am Film führte ab 1913 zu verschiedenen Jobs als Schauspieler und Drehbuchautor. In den frühen Jahren arbeitete er oft mit seinem Bruder Chester M. Franklin zusammen und die beiden führten gemeinsam Regie bei kurzen Komödien, sogenannten One-Reelern. Bis Mitte der 1920er hatte sich Sidney Franklin den Ruf eines exzellenten Regisseurs besonders für gefühlvolle Melodramen und romantische Liebesgeschichten erworben. Besonders seine Filme mit den Schwestern Constance Talmadge, für die er bei den Komödien Die Zwillingsschwester und Hoheit inkognito Regie führte sowie Norma Talmadge, die er durch Beverly of Graustark führt, trugen ihm den Ruf eines ausgesprochenen Frauenregisseurs ein.
1925 wechselte er zu MGM, wo er rasch das Vertrauen von Irving Thalberg gewann, der ihn unter anderem mit der Aufgabe betraute, aus Norma Shearer einen Spitzenstar des Studios zu machen. Filme wie Die Komödiantin  halfen der Shearer, rasch an Popularität zu gewinnen. Daneben arbeitete Franklin auch mit Marion Davies in Quality Street und Greta Garbo zusammen, obwohl die Kooperation zwischen den beiden während der Dreharbeiten zu Wilde Orchideen alles andere als problemlos funktionierte.
Mit dem Aufkommen des Tonfilms war Franklin 1931 verantwortlich für The Guardsman, der aufwändig produzierten und von viel Publicity begleiteten Adaption eines frivolen Theaterstücks von Ferenc Molnár mit den Broadwaylegenden Alfred Lunt und Lynn Fontanne. Der Film war leidlich erfolgreich, und er hatte später im Jahr mehr Glück mit der Verfilmung von Noël Cowards Private Lives, in dem Norma Shearer und Robert Montgomery die Hauptrollen hatten. Drei Jahre später führte er Shearer zu einem ihrer größten Erfolge: Der Tyrann, der eleganten und opulenten Verfilmung eines Broadwaystücks, in dem Katharine Cornell Triumphe gefeiert hatte. Franklin war 1957 für das Remake mit Jennifer Jones verantwortlich, seine letzte Regiearbeit. Davor hatte er sich 1937 nach Die gute Erde vom Regieführen zum Produzieren gewandt. In der Folgezeit war er für einige der opulenten Prestigeproduktionen von MGM verantwortlich: Ihr erster Mann von 1940, Gefundene Jahre und ganz besonders Mrs. Miniver, beide mit Greer Garson, beide aus dem Jahr 1942. Die weißen Klippen, zwei Jahre später in den Verleih gekommen, war beinahe noch aufwändiger und patriotischer in Szene gesetzt und zeigte Irene Dunne als Amerikanerin, die ihren englischen Ehemann im Ersten Weltkrieg und ihren Sohn im Zweiten Weltkrieg verliert. 1957, unmittelbar nach der Fertigstellung von The Barretts of Whimpole Street verließ Franklin das Studio im Zorn und zog sich konsequent ins Privatleben zurück.
Sidney Franklin war dreimal verheiratet: Seine erste Ehe, aus der ein Kind kam, wurde 1933 geschieden. Anschließend war er von 1937 bis zu ihrem Tod 1960 mit Ruth Helms verheiratet. 1963 heiratete er die Schauspielerin Enid Bennett, mit der er bis zu ihrem Tod im Jahre 1969 verheiratet blieb.

## Würdigung
In seiner International Film Encyclopedia nennt Ephraim Katz Franklin „a stylish director rather than one with a singular style“ („eher einen stilvollen Regisseur als einen mit einem eigenen Stil“). Eine eigenständige Handschrift wird man in seinen Filmen daher vermissen, etwas, das nur seine Produktionen auszeichnet. Das mag sicher auch mit den Herstellungsmethoden bei MGM zu tun haben, wo drei oder vier Previews vor dem endgültigen Verleih eher die Regel als die Ausnahme waren. Trotzdem gehört er neben Robert Z. Leonard und Clarence Brown zu den Hausregisseuren, die verantwortlich waren für den unverwechselbaren Look einer MGM-Periode aus der klassischen Zeit unter Louis B. Mayer: extravagante und doch zurückhaltenden Ausstattung, opulente Kostüme, makellose Ausleuchtung mit sehr viel Oberlicht und relativ wenig Bedeutung der Hintergrundmusik, des sogenannten score.
Seine erste Nominierung als Produzent in der Kategorie Oscar für den besten Film erhielt Franklin für Ninotchka. Er gewann die Auszeichnung für Mrs. Miniver. Weitere Nominierungen erhielt er für seine Filme Gefundene Jahre, Madame Curie und Die Wildnis ruft. Die einzige Nominierung als Regisseur erhielt er für Die gute Erde. Franklin erhielt 1942 einen Irving G. Thalberg Memorial Award für the consistent high quality of production achievments, wie es in der Begründung hieß. Er hat einen Stern auf dem Hollywood Walk of Fame.

## Filmografie (Auswahl)
Als Regisseur
- 1916: Let Katie Do It
- 1916: Martha's Vindication
- 1916: The Children in the House
- 1916: Going Straight
- 1916: The Little School Ma’am
- 1916: Gretchen the Greenhorn
- 1916: A Sister of Six
- 1917: Jack and the Beanstalk
- 1917: Aladdin and the Wonderful Lamp
- 1917: The Babes in the Woods
- 1918: Treasure Island
- 1918: Six-Shooter Andy
- 1918: The Bride of Fear
- 1918: Confession
- 1918: The Safety Curtain
- 1918: Her Only Way
- 1918: The Forbidden City
- 1918: Fan Fan
- 1918: Ali Baba and the Forty Thieves
- 1919: The Heart of Wetona
- 1919: The Probation Wife
- 1919: The Hoodlum
- 1919: Heart o’ the Hills
- 1920: Two Weeks
- 1920: Unseen Forces
- 1921: Not Guilty
- 1921: Courage
- 1922: Smilin’ Through
- 1922: The Primitive Lover
- 1922: East Is West
- 1923: Brass
- 1923: Dulcy
- 1923: Tiger Rose
- 1924: Ihre romantische Nacht (Her Night of Romance)
- 1925: Learning to Love
- 1925: Die Zwillingsschwester (Her Sister from Paris)
- 1926: Beverly of Graustark
- 1926: Hoheit Incognito (The Duchess from Buffalo)
- 1927: Im stillen Gässchen (Quality Street)
- 1928: Die Komödiantin (The Actress)
- 1929: Wilde Orchideen (Wild Orchids)
- 1929: The Last of Mrs. Cheyney
- 1929: Der jüngste Leutnant (Devil-May-Care)
- 1930: The Lady of Scandal
- 1930: Jenny Lind (A Lady’s Morals)
- 1931: The Guardsman
- 1931: Intimitäten (Private Lives)
- 1932: Liebesleid (Smilin’ Through)
- 1933: Rendez-vous in Wien (Reunion in Vienna)
- 1934: Der Tyrann (The Barretts of Wimpole Street)
- 1935: Der Weg im Dunkel (The Dark Angel)
- 1937: Die gute Erde (The Good Earth)
- 1957: The Barretts of Wimpole Street

Als Produzent
- 1920: Unseen Forces
- 1939: On Borrowed Time
- 1939: Ninotschka (Ninotchka)
- 1940: Ihr erster Mann (Waterloo Bridge)
- 1942: Mrs. Miniver
- 1942: Gefundene Jahre (Random Harvest)
- 1943: Madame Curie
- 1944: The White Cliffs of Dover
- 1946: Die Wildnis ruft (The Yearling)
- 1948: Dr. Johnsons Heimkehr (Homecoming)
- 1948: Command Decision
- 1950: Ihr Geheimnis (The Miniver Story)
- 1952: Sky Full of Moon
- 1953: War es die große Liebe? (The Story of Three Loves)
- 1953: Die Thronfolgerin (Young Bess)
- 1953: Herzen im Fieber (Torch Song)
- 1954: Treue (Gypsy Colt)

Als Schauspieler
- 1924: Die rote Lilie (The Red Lily)